# Harpesaurus modigliani
Harpesaurus modigliani är en ödleart som beskrevs av  Decio Vinciguerra 1933. Harpesaurus modigliani ingår i släktet Harpesaurus och familjen agamer. IUCN kategoriserar arten globalt som otillräckligt studerad. Inga underarter finns listade i Catalogue of Life.
Arten är bara känd från norra Sumatra. I regionen finns tropisk skog.